# Krångelombudsman
Krångelombudsman är en person i en organisation som har i uppgift att företräda organisationens kunder eller användare när något upplevs onödigt krångligt, komplicerat, svårt eller omständligt att förstå eller göra.
Begreppet har använts sedan 1992, då Tjänsteförbundets VD efterfrågade den här funktionen genom att introducera ordet via en notis distribuerad av TT.

## Användning inom svenska kommuner
Den första krångelombudsmannen i Sverige inrättades i Helsingborgs kommun 2019. Krångelombudsmannen i Helsingborg (kallad krånglo) arbetar för invånare, företag och föreningar och fungerar som deras röst inåt i organisationen när något upplevs onödigt krångligt. Krångelombudsmannens uppdrag är att säkerställa att åtgärder eller utvecklingsprojektet sätts igång och att onödigt krångliga processer förenklas så långt som möjligt inom ramen för aktuell lagstiftning.
Karlstads kommun är ytterligare en kommun som beslutat att inrätta en krångelombudsman.